# عين شمس (حي)

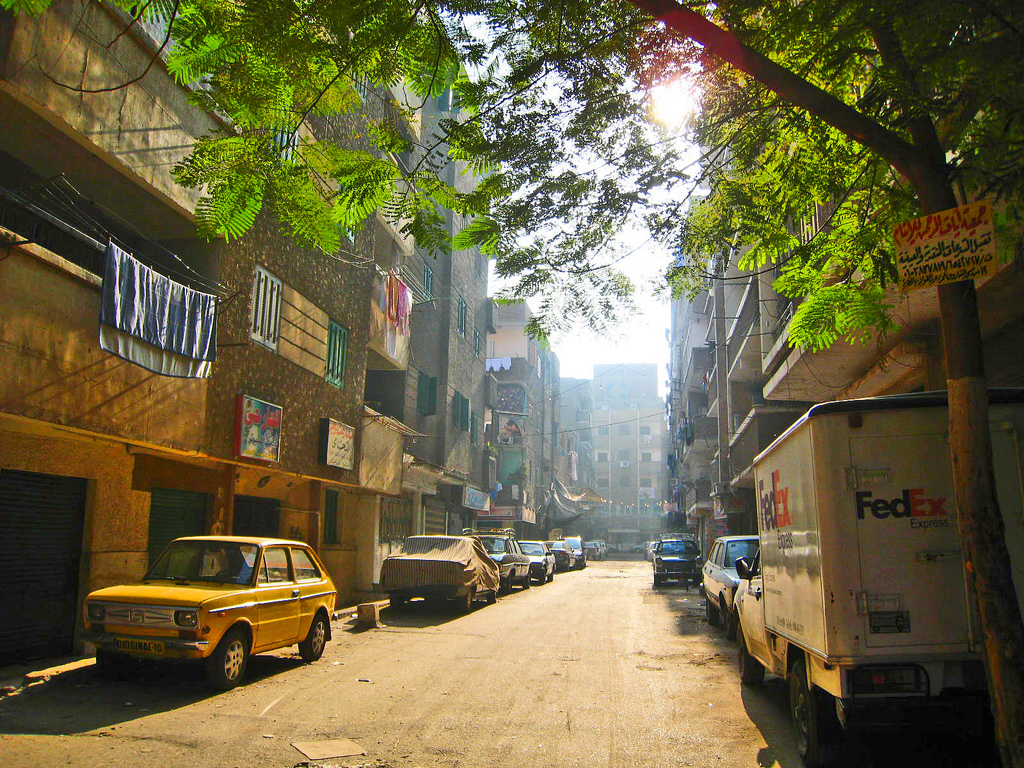

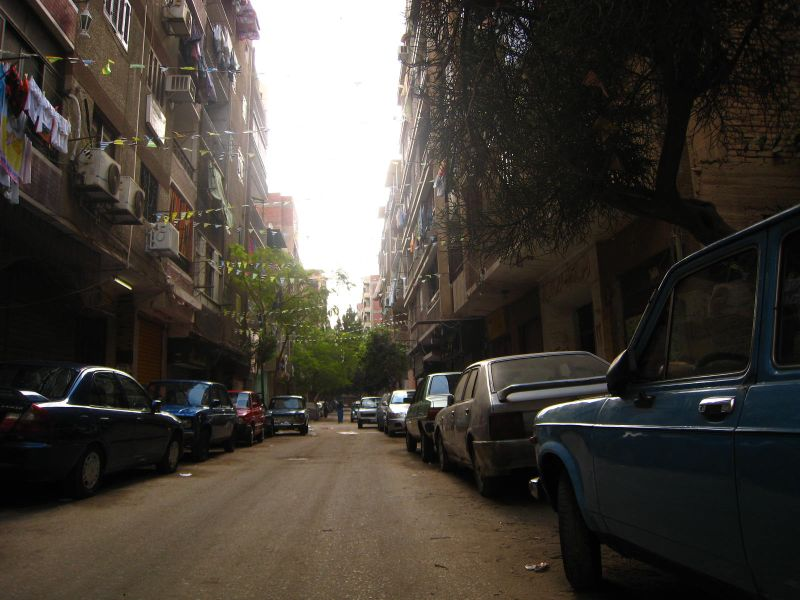

عين شمس حى تاريخي أسسه الفراعنة ينقسم إلى عين شمس الشرقية وعين شمس الغربية يفصل بينهما خط سكك حديد القاهرة السويس وخط مترو الأنفاق (المرج - حلوان) وتقع منطقة عين شمس في شرق القاهرة وتطل على مصر الجديدة والمطرية ومدينة السلام وتتبع «عين شمس الغربية» حي المطرية.

## تاريخ الحي
حي عين شمس من أعرق أحياء القاهرة ويشكل جزءا من مدينة هليوبوليس القديمة أون ويوجد به العديد من الآثار المدفونة.
وكان الحي مليئًا بالقصور وبه قصر الأمير يوسف كمال الذي صوّر به عبد الحليم حافظ إحدى أغاني فيلم الخطايا. وهو مذكور في شعر الشاعر أحمد شوقي الذي ألّفه أثناء نفيه في أسبانيا. وكذلك يوجد منزل الإمام المجدد محمد عبده الذي أوصى بتحويله إلى مدرسة تحمل اسمه. كما يوجد بشارع الشهيد أحمد عصمت مزرعة الزهراء لتربية الخيول العربية الأصيلة وهي مزرعة عالمية كانت من أملاك الملك فاروق.

## مناطق الحي
ويوجد في عين شمس الشرقية عدة مناطق مثل أحمد عرابي ومساكن عين شمس، ومصطفى حافظ وأحمد عصمت والشارع الجديد ومساكن حلمية الزيتون ومدينة الزهراء. ويقع جزء من عين شمس الشرقية في النزهة الجديدة ويتبع لها. وتتبع عين شمس الشرقية لسنترال عين شمس وقسم عين شمس ويتبع جزء منها منطقة النزهة ويوجد بها حديقة 6 أكتوبر للقوات المسلحة وتطل على طريق جسر السويس.

## المرافق
حي عين شمس من أوائل المناطق التي دخلها الغاز الطبيعي وقد دخل الغاز الطبيعي إلى عين شمس الشرقية منذ عام 1985م.
ويمر بها مترو الأنفاق وكذلك خطوط النقل العام وغيرها.

## الحدود الإدارية
- الحد الشرقي: ش جسر السويس من ميدان التجنيد جنوباً وحتى ش 6 أكتوبر شمالاً.
- الحد الغربي: خط مترو الإنفاق من حلميه الزيتون وحتى محطة عين شمس شمالاً.
- الحد الشمالي: ش 6 أكتوبر من ش جسر السويس شرقاً حتى مزلقان عين شمس غرباً.
- الحد الجنوبي : ش ابن الحكم من ميدان التجنيد شرقاً وحتى مترو الإنفاق غرباً.

## خدمات
وتوجد كلية هندسة المطرية بشارع إبراهيم عبد الرازق وكذا الكلية التكنولوجية بمعاهدها ( الصناعي - التجاري -المعماري - البصريات).
يوجد في الحي مركز بحوث الصحراء ومعهد مندوبي الشرطة.

## تراثيات
وقد أطلق اسم عين شمس على ثالث أقدم جامعة مصرية وهي جامعة عين شمس.
وقد ذكر حي عين شمس الشاعر أحمد شوقي في شعره عندما كان بالمنفى في إسبانيا وألّف قصيدة عن الحنين لمصر وذكر فيها حنينه لبيته في حي عين شمس.